# Wojciech Oppeln-Bronikowski

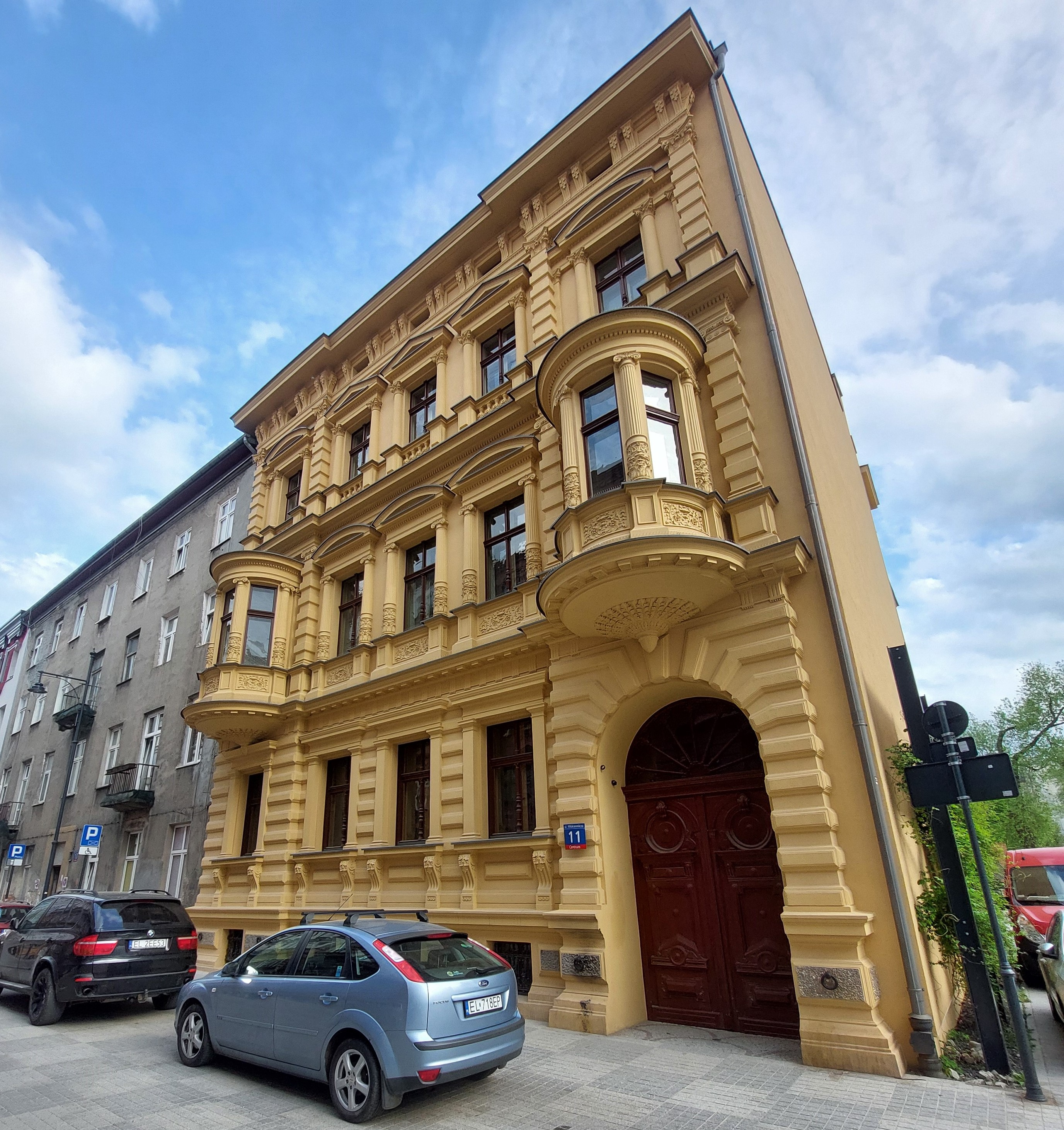
Dawny dom Hilarego Majewskiego należący w latach 1910-1918 do Oppeln-Bronikowskiego.

Wojciech Oppeln-Bronikowski z Bronikowa herbu Osęk (ur. 1848, zm. 10 sierpnia 1918 w Warszawie) – inżynier i działacz społeczny, inżynier technolog, techniczny inspektor ubezpieczeń

## Życiorys
Ukończył gimnazjum i praktykę bankierską w Poznaniu, a następnie w pracował Banku Związkowym w Berlinie oraz studiował na Uniwersytecie Berlińskim i działał jako inwestor giełdowy. Następnie podjął studia na Politechnice w Zurychu, a później w Monachium, uzyskując tytuł inżyniera technologa i w tym charakterze pracował w Czechach, na Wołyniu, Podolu i w Ukrainie.
W 1878 przybył do Warszawy, a w 1879 wyjechał do Łodzi w charakterze inspektora Warszawskiego Towarzystwa Ubezpieczeń od Ognia. W Łodzi w 1881 podjął się organizacji planu miasta wraz z przedmieściami oraz uregulowaniem numeracji ulic na nieruchomościach oraz oznakowania nazw ulic. Nieruchomości dotychczas były numerowane numerami hipotecznymi – część z nich posiadała księgi hipoteczne w Piotrkowie Trybunalskim, a część w Łodzi. W 1883 został sekretarzem zarządu łódzkiego oddział Towarzystwa Popierania Rosyjskiego Przemysłu i Handlu, gdzie skutecznie działał przeciwko wprowadzeniu podatku na przemysł w Królestwie Polskim. W latach 1886–1890 z jego inicjatywy przy oddziale powstała czytelnia, przekształcona w „Klub Przemysłowiec”, a także utworzono sekcję techniczną, przekształconą w  Towarzystwo Techników oraz otwarto w Łodzi Komitet Giełdowy.  
Zainicjował także w 1886 powstanie Komitetu Kanalizacji i Wodociągów, którego był sekretarzem. Komitet przeprowadził studia w guberniach: piotrkowskiej, kaliskiej i warszawskiej oraz sporządzio szczegółowe plany Łodzi oraz plan niwelacyjny, na którym zaprojektowano sieć kanalizacyjną. Materiały te były podstawą do sporządzenia planów sieci przez Williama Lindley'a. Był także współzałożycielem „Dziennika Łódzkiego”.
w 1910 kupił od Edwarda Herbsta, tzw. Dom Hilarego Majewskiego, dawny om własny łódzkiego architekta miejskiego – Hilarego Majewskiego.

### Życie prywatne
Pochodził z rodziny ziemiańskiej z województwa poznańskiego. był synem Stefana Oppeln-Bronikowskiego herbu Osęk (ur. 1819)  i Franciszki z domu Rożnowskiej (zm. 1882). Jego żoną była Felicja z domu Smoleńska (1859–1892), z którą miał dwie córki: Julię (ur. 1881) i Jadwigę (ur. 1881). 
Został pochowany w grobie rodzinnym w części rzymskokatolickiej Starego Cmentarza w Łodzi.